# Fulgham Ridge
Fulgham Ridge är en bergstopp i Antarktis. Den ligger i Östantarktis. Nya Zeeland gör anspråk på området. Toppen på Fulgham Ridge är 1 793 meter över havet, eller 9 meter över den omgivande terrängen. Bredden vid basen är 0,82 km.
Terrängen runt Fulgham Ridge är bergig åt sydväst, men åt nordost är den kuperad.  Trakten är obefolkad. Det finns inga samhällen i närheten.